# Anartia silvae
Anartia silvae är en fjärilsart som beskrevs av Hermann Burmeister 1861. Anartia silvae ingår i släktet Anartia och familjen praktfjärilar. Inga underarter finns listade i Catalogue of Life.